# Tectónica extensional

Imagen de la asociación de estructuras geológicas de Horst y graben.

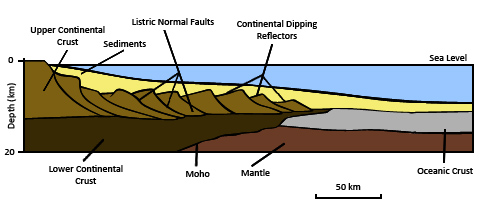
Esquema de borde continental pasivo mostrando adelgazamiento cortical mediante fallas extensionales.

La tectónica extensional es una rama de la geología que se ocupa de las formación de estructuras, y de los procesos tectónicos asociados con el estiramiento de la corteza o litósfera.

## Tipos de deformación
Los tipos de estructuras y geometrías que se forman dependen de la cantidad de estiramiento involucrado. El estiramiento es generalmente medido utilizando el parámetro {\displaystyle \beta }, denominado factor beta donde {\displaystyle \beta ={\frac {t_{0}}{t_{1}}}}, {\displaystyle {t_{0}}} es el espesor inicial de la corteza y {\displaystyle t_{1}} es el espesor final de la corteza. Es también el equivalente al parámetro de deformación desplazamiento.

### Factor beta bajo
En zonas en las cuales hay una relativamente baja extensión de la corteza, las estructuras características son fallas normales de ángulos grandes a moderados, con half grabens asociadas y bloques de fallas inclinados.

### Factor beta alto
En zonas de alta extensión de la corteza, las fallas extensionales individuales pueden rotar hacia una hondonada demasiado pronunciada como para permanecer activas y entonces se genera un nuevo conjunto de fallas.  Desplazamientos grandes pueden yuxtaponer sedimentos sintectónicos contra rocas metamórficas de la corteza media o baja y tales estructuras son denominadas fallas desprendidas. En algunas ocasiones los desprendimientos se doblan de forma tal que las rocas metamórficas son expuestas dentro de los cerramientos antiformales y estos se denominan complejos de núcleo metamórficos. 

### Márgenes pasivos
Los márgenes pasivos sobre una capa débil desarrollan un tipo específico de estructuras extensionales. Grandes fallas lístricas regionales (es decir, que penetran hacia el océano) se desarrollan con anticlinales enrollados y grabens de colapsos de crestas relacionadas. En algunos márgenes, tales como el delta del Niger, se observan grandes fallas contra-regionales, que descienden en sentido al continente, formando grandes  mini-cuencas grabenales con fallas regionales antitéticas.

## Configuraciones geológicas relacionadas con la tectónica extensional
La tectónica extensional típicamente se encuentra relacionada con:

### Rifts continentales
Los rifts son zonas lineales localizadas en zonas de extensión de la corteza. Los mismos se extienden en forma transversal, abarcando desde menos de cien kilómetros hasta varios cientos de kilómetros, están conformados por una o más fallas normales y bloques de fallas asociados. En segmentos individuales de rifts, domina por lo general una polaridad (dirección de caída), dando lugar a una geometría half-graben. Ejemplos de estos rifts continentales activos son la zona del rift de Baikal y el Rift del Este de África.

### Bordes de placa divergentes
Los bordes de placa divergentes son zonas de extensión activas, en las cuales la nueva corteza formada en el sistema de dorsal mediooceánica participa del proceso de extensión oceánica.

### Complejos metamórficos nucleares
Son complejo de rocas metmóficas, generalmente gneis de protolito ígneo, de la corteza inferior que han sido traída a superficie mediante fallas de desprendimiento en un ambiente tectónico de extensión.

### Hundimiento gravitacional de zonas de corteza engrosada
Las zonas de corteza engrosada, tales como aquellas formadas durante colisiones continente-continente tienen tendencia a derrumbarse lateralmente; este deslizamiento lateral ocurre cuando la colisión aún está en curso. Al finalizar la colisión la zona de la corteza engrosada sufre generalmente un colapso gravitacional, a menudo con formación de fracturas de extensión muy largas.